# Miejski Młyn
Miejski Młyn – zniesiona nazwa osady w Polsce położona w województwie wielkopolskim, w powiecie wągrowieckim, w gminie Gołańcz.
W latach 1975–1998 miejscowość położona była w województwie pilskim.
Nazwa miejscowości została zniesiona z 2022 r.